# عدد نصف صحيح
في الرياضيات، عدد نصف صحيح (بالإنجليزية: Half-integer)‏ هو عدد يأخذ الشكل :{\displaystyle n+{1 \over 2}} حيث {\displaystyle n} عدد صحيح.